# Margitvirág
A margitvirág (Leucanthemum) a fészkesvirágzatúak (Asterales) rendjébe és az őszirózsafélék (Asteraceae) családjába tartozó nemzetség.

## Előfordulásuk
A margitvirágfajok eredeti előfordulási területe Európa legnagyobb része, beleértve a Brit-szigeteket és az Arktisz, valamint a Földközi-tenger egyes szigeteit is. Azonban nem őshonosak Norvégiában, Dániában és a Németalföldön. Ennek a növénynemzetségnek az ázsiai elterjedése főleg Szibériában, Közép-Ázsiában, Iránban, a Kaukázus északi felén és Törökországban található meg. Az ember egyes fajokat, vagy azok termesztett változatait, illetve hibridjeit széthordta a nagyvilágba. Manapság minden kontinensen élnek vadonnövő margitvirág állományok.

## Rendszerezés
A nemzetségbe az alábbi 47 faj és 3 hibrid tartozik:
- óriás margitvirág (Leucanthemum adustum) (W.D.J.Koch) Gremli
- Leucanthemum aligulatum Vogt
- Leucanthemum atratum DC.
- Leucanthemum burnatii Briq. & Cavill.
- Leucanthemum cacuminis Vogt, Konowalik & Oberpr.
- Leucanthemum catalaunicum Vogt
- Leucanthemum chloroticum Kern. & Murb. ex Murb.
- Leucanthemum coronopifolium Vill.
- Leucanthemum corsicum DC.
- Leucanthemum × corunnense Lago
- Leucanthemum cuneifolium
- Leucanthemum delarbrei Timb.-Lagr.
- Leucanthemum eliasii (Sennen & Pau) Vogt, Konowalik & Oberpr.
- Leucanthemum favargeri Vogt
- Leucanthemum gallaecicum Rodr.Oubiña & S.Ortiz
- Leucanthemum gaudinii Dalla Torre
- Leucanthemum glaucophyllum (Briq. & Cavill.) Jahand.
- Leucanthemum gracilicaule (Dufour) Alavi & Heywood
- Leucanthemum graminifolium (L.) Lam.
- Leucanthemum halleri (Suter) Polatschek
- Leucanthemum heterophyllum DC.
- Leucanthemum illyricum (Horvatic) Vogt & Greuter
- szibériai margitvirág (Leucanthemum ircutianum) DC.
- Leucanthemum laciniatum Huter, Porta & Rigo
- Leucanthemum lacustre Samp.
- Leucanthemum legraeanum (Rouy) B.Bock & J.-M.Tison
- Leucanthemum ligusticum Marchetti, R.Bernardello, Melai & Peruzzi
- Leucanthemum lithopolitanicum (E.Mayer) Polatschek
- Leucanthemum maestracense Vogt & F.H.Hellw.
- Leucanthemum maximum DC.
- Leucanthemum meridionale
- Leucanthemum monspeliense (L.) H.J.Coste
- Leucanthemum montserratianum Vogt
- Leucanthemum pachyphyllum Marchi & Illum.
- Leucanthemum pallens (Pers.) DC.
- Leucanthemum × pawlowskii Piekos
- Leucanthemum platylepis Borbás
- Leucanthemum pluriflorum Pau
- Leucanthemum pseudosylvaticum (Vogt) Vogt & Oberpr.
- Leucanthemum pyrenaicum Vogt, Konowalik & Oberpr.
- Leucanthemum rohlenae (Horvatic) Vogt & Greuter
- kereklevelű margitvirág (Leucanthemum rotundifolium) DC.
- Leucanthemum subglaucum De Laramb.
- Leucanthemum × superbum (Bergmans ex J.W.Ingram) D.H.Kent
- Leucanthemum sylvaticum (Hoffmanns. & Link) Willk. & Lange
- Leucanthemum tridactylites (A.Kern. & Huter ex Porta & Rigo) Bazzich.
- Leucanthemum valentinum Pau
- Leucanthemum virgatum Clos
- Leucanthemum visianii (Gjurain) Vogt & Greuter
- réti margitvirág (Leucanthemum vulgare) Lam. - típusfaj